# Dansk Ungdom
Dansk Ungdom var en nationalistisk ungdomsorganisation, der kun eksisterede fra november 1995 til 3. august 1996, hvorefter den nedlagt og afløst af Dansk Forum. I den periode blev gruppen udsat for en stærkt negativ mediedækning på grund af en episode, hvor en flok aktivister fra Dansk Ungdom sammen med et medlem af DNSB blev stoppet i Roskilde i en bil fyldt med våben og nazistisk propagandamateriale.
Desuden blev det afsløret, at Den Danske Forening støttede gruppen økonomisk. Dansk Ungdom fungerede i realiteten som en uofficiel ungdomsorganisation for Den Danske Forening. Det faktum at mange af medlemmerne var involveret i nazistiske aktivister og voldelige overfald ødelagde Dansk Ungdoms mulighed for at opfylde sit formål, og efter ni måneder blev foreningen derfor nedlagt. Dens midler og de fleste medlemmer overgik til det nystiftede Dansk Forum.